# 乾燥重量
乾燥重量（かんそうじゅうりょう、Dry weight ）とは、一般的に自動車などの重量の定義の一つで、燃料やオイル、冷却水などを含まない原動機や車両自体の自重のことを指す。
乗り物や輸送コンテナで、上記の液体類を含み、旅客、貨物、乗務員/乗組員/操縦士を除いた自重を、英語では「Curb weight」と言う。

## 概要
乾燥重量はオートバイやサイドカー、トライク、全地形対応車、スノーモービルのカタログや広報資料で用いられる場合が多い。
航空機の重量の場合は、構造体の重量に、閉鎖系となっている冷却水や油圧の作動油などの、運航中に可変しない物だけを加えた、空虚重量が通常用いられる。
一方、潤滑油や冷却水に加えて燃料を全量入れた状態での重量を、自動車では車両重量、小型船舶や水上オートバイでは整備重量、鉄道車両では運転整備重量と呼んでいる（例外的にフェラーリは乾燥重量を用いている。）。
さらに乗員と貨物を定積載した状態での重量を自動車のカタログや自動車検査証（車検証）では車両総重量として記載されている。

## その他の分野における乾燥重量・ドライウェイト
植物学においては、そのままで測定する新鮮重量に対して、試料を乾燥させてから測定する乾燥重量あるいは乾物重量という概念が存在する。水分を取り除いて、植物が生産・蓄積した物質の量を把握するために測定される。
また、医学用語にも同じくドライウェイトと呼ばれる語があり、これは透析患者が余分な体内の水分を取り除くときの目標体重である。日本語で基準体重、適正体重ともいう。